# Andrés Selich
Andrés Selich Chop (8 de diciembre de 1927-15 de mayo de 1973) fue un militar y político boliviano. Participó en la captura de Che Guevara durante el gobierno de René Barrientos y en el golpe militar de Hugo Banzer.

## Vida
Nacido en La Paz, Andrés Selich era de ascendencia yugoslava. Hizo carrera en el ejército boliviano. Como teniente coronel, comandó un regimiento de Rangers que capturó al Che Guevara a las 15:30 horas del 8 de octubre de 1967 y luego lo ejecutó.
En 1971, lideró el derrocamiento del gobierno de izquierda de Juan José Torres. Durante el golpe, ordenó el fusilamiento de estudiantes en Santa Cruz. De 21 a 22 de agosto, fue miembro de una junta militar que llevó a Hugo Banzer Suárez a la presidencia. Fue nombrado ministro del Interior, cargo que ocupó hasta que fue reemplazado en diciembre. El 5 de enero de 1972 fue nombrado embajador de Bolivia en Paraguay, cargo que ocupó hasta el 17 de mayo, cuando fue destituido nuevamente por conspiración. Selich regresó clandestinamente a Bolivia en 1973, acusado de planear un golpe contra Banzer, fue detenido y asesinado a golpes el 15 de mayo de ese año.